# Danîlivka, Bilovodsk
Danîlivka (în ucraineană Данилівка) este localitatea de reședință a comunei Danîlivka din raionul Bilovodsk, regiunea Luhansk, Ucraina.

## Demografie
Componența lingvistică a localității Danîlivka
     Ucraineană (86,42%)
     Rusă (13,47%)
     Alte limbi (0,12%)
Conform recensământului din 2001, majoritatea populației localității Danîlivka era vorbitoare de ucraineană (86,42%), existând în minoritate și vorbitori de rusă (13,47%).